# Josef Rupert Geiselmann
Josef Rupert Geiselmann (* 27. Januar 1890 in Neu-Ulm; † 5. März 1970 in Tübingen) war ein deutscher römisch-katholischer Theologe mit den Schwerpunkten Dogmatik und Theologiegeschichte.

## Leben
Josef Rupert Geiselmann studierte Philosophie und Theologie an der Katholisch-Theologischen Fakultät der Universität Tübingen. Am 6. Juli 1915 wurde er zum Priester geweiht, worauf er vier Jahre in der Seelsorge wirkte. Hiernach wurde er Repetent in Tübingen und 1934 ordentlicher Professor. Von 1935 bis 1945 war er Dekan der Katholisch-Theologischen Fakultät in Tübingen. Der wichtigste seiner Schüler ist der Kurienkardinal Walter Kasper. Mit 69 Jahren trat Geiselmann in den Ruhestand. Er starb am 5. März 1970.
Geiselmann vertrat in mehreren Veröffentlichungen die These, dass die Väter des Trienter Konzils keine materiale Schriftsuffizienz festlegen wollten. Widerspruch erfuhr er von Heinrich Lennerz SJ. Diese Debatte schlug sich auch auf dem Zweiten Vatikanischen Konzil und in der nachkonziliaren Theologie nieder.
Geiselmann war seit 1928 Ehrenmitglied der katholischen Studentenverbindung AV Guestfalia Tübingen.

## Werke (Auswahl)
- Studien zu frühmittelalterlichen Abendmahlsschriften. Schöningh, Paderborn 1926.
- Die Eucharistielehre der Vorscholastik (= Forschungen zur christlichen Literatur- und Dogmengeschichte, Bd. 15, 1/3). Schöningh, Paderborn 1926.
- Die Abendmahlslehre an der Wende der christlichen Spätantike zum Frühmittelalter. Isidor von Sevilla und das Sakrament der Eucharistie. Hueber, München 1933.
- Zur frühmittelalterlichen Lehre vom Sakrament der Eucharistie. Bader, Rottenburg a.N. 1935.
- Bernold von St. Blasien. Sein neuentdecktes Werk über die Eucharistie. Hueber, München 1936.
- Johann Adam Möhler, Die Einheit der Kirche und die Wiedervereinigung der Konfessionen. Ein Beitrag zum Gespräch zwischen den Konfessionen. Beck, Wien 1940.
- Lebendiger Glaube aus geheiligter Überlieferung. Der Grundgedanke der Theologie Johann Adam Möhlers und der katholischen Tübinger Schule. Grünewald, Mainz 1942.

- Jesus der Christus. Die Urform des apostolischen Kerygmas als Norm unserer Verkündigung und Theologie von Jesus Christus. Katholisches Bibel-Werk, Stuttgart 1951.
- Von lebendiger Religiosität zum Leben der Kirche. Johann Michael Sailers Verständnis der Kirche geistesgeschichtlich gedeutet. Schwabenverlag, Stuttgart 1952.
- Die Theologische Anthropologie Johann Adam Möhlers. Herder, 1955.
- Die lebendige Überlieferung als Norm des christlichen Glaubens. Die apostolische Tradition in der Form der kirchlichen Verkündigung – das Formalprinzip des Katholizismus dargestellt im Geiste der Traditionslehre von Joh. Ev. Kuhn. Herder, Freiburg im Breisgau 1959.
- Die Heilige Schrift und die Tradition. Herder, Freiburg im Breisgau 1962 (aus der Reihe Quaestiones Disputatae).
- Die Katholische Tübinger Schule. Ihre theologische Eigenart. Herder, Freiburg im Breisgau 1964.
- Jesus der Christus. Erster Teil: Die Frage nach dem historischen Jesus. Kösel-Verlag, München 1965.